# Venusia lineata
Venusia lineata là một loài bướm đêm trong họ Geometridae.

## Hình ảnh

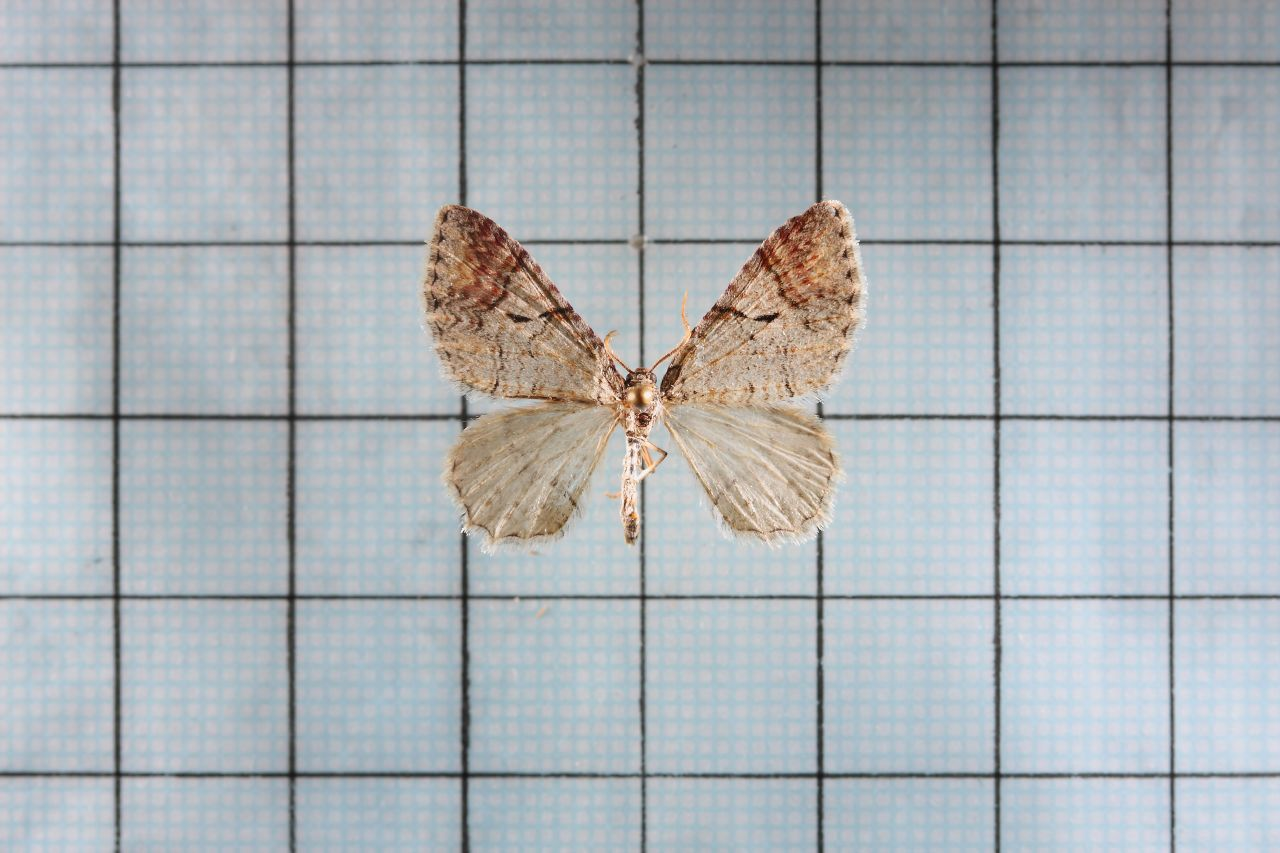
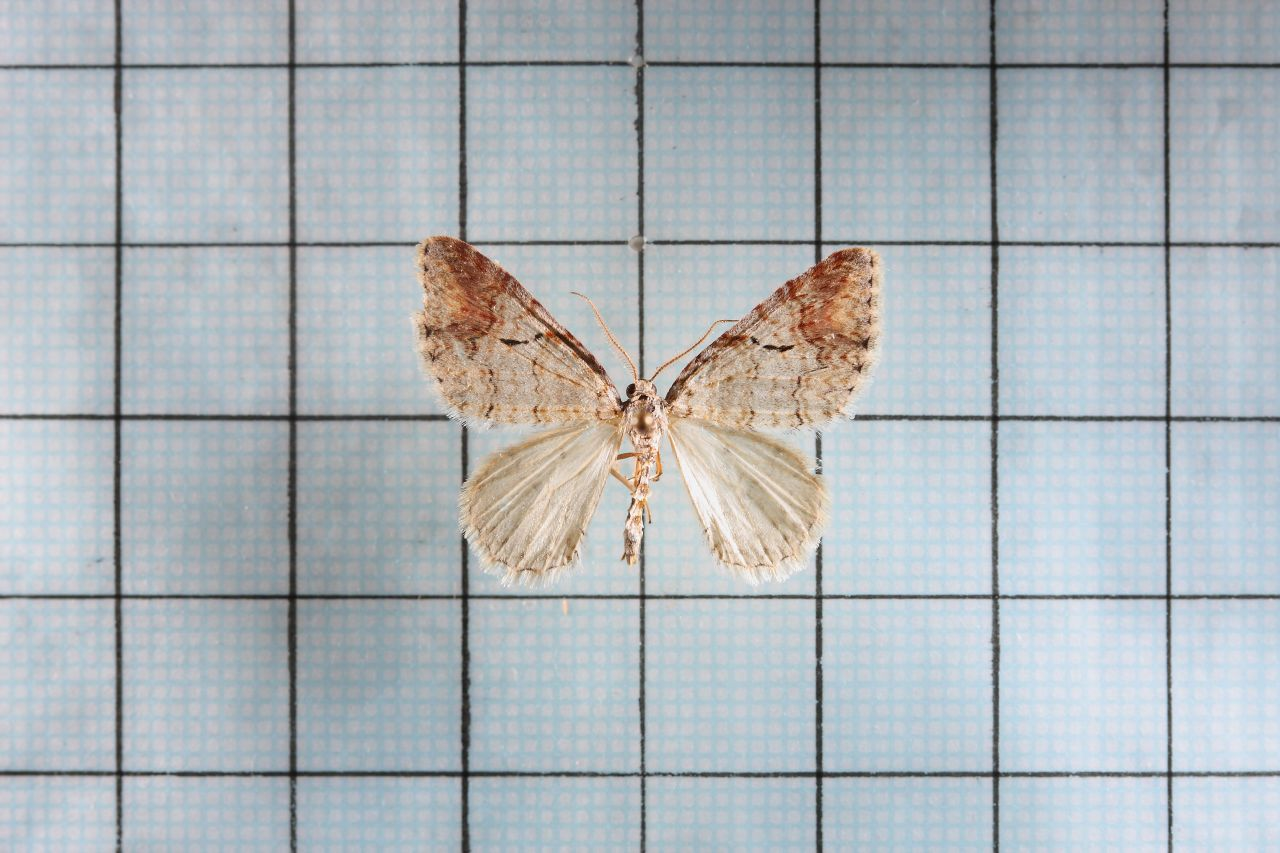